# Le Val-d'Esnoms
Le Val-d'Esnoms är en kommun i departementet Haute-Marne i regionen Grand Est (tidigare regionen Champagne-Ardenne) i nordöstra Frankrike. Kommunen ligger i kantonen Prauthoy som tillhör arrondissementet Langres. År 2022 hade Le Val-d'Esnoms 367 invånare.

## Befolkningsutveckling
Antalet invånare i kommunen Le Val-d'Esnoms
| Referens: INSEE |